# Tadanobu Asano
Tadanobu Asano  (浅野忠信?, Asano Tadanobu), pseudonimo di Tadanobu Satō (佐藤 忠信?, Satō Tadanobu; Yokohama, 27 novembre 1973), è un attore giapponese.

## Biografia
Asano è nato ad Honmoku, l'area portuale di Yokohama (nella prefettura di Kanagawa, nel Kantō), nel 1973 da padre giapponese, Yukihisa Satō, e da madre giapponese d'origine per metà navajo, Junko (il nonno materno dell'attore, che non ebbe mai modo di conoscere in vita, era un militare statunitense d'etnia navajo ed originario del Kentucky, di stanza in Giappone all'epoca del concepimento di sua madre). Attore carismatico e versatile, è stato spesso paragonato dalla critica a Johnny Depp, sia per il suo bell'aspetto sia per il suo look. Anche la sua carriera rispecchia quella dell'attore americano, essendo infatti riuscito a raggiungere la fama nel circuito cinematografico main-stream giapponese dopo avere recitato in alcuni film indipendenti.
L'amore di Asano per la musica lo porta a formare una band con degli amici quando era ancora molto giovane. All'età di 14 anni viene portato dal padre alla sua prima audizione. Asano, sicuro di riuscire a sbaragliare la concorrenza semplicemente recitando in maniera naturale, riesce a conquistare un ruolo nella popolare serie tv Kinpachi-sensei, facendo così il suo debutto.
Negli anni successivi, continua ad affinare le sue abilità di attore. La sua carriera è guidata più dalla volontà di aiutare la famiglia che di ottenere la celebrità ed il suo primo amore rimane sempre la musica, a dispetto del suo crescente successo televisivo e cinematografico. Anche se è il ruolo nel film TV Fried Dragon Fish (1993) del regista Shunji Iwai che lo fa conoscere al pubblico giapponese, è solo con Picnic, un film drammatico sempre di Iwai, che diviene davvero famoso. Sul set di questo film conosce quella che dopo poco diverrà sua moglie, l'attrice e cantante j-pop Chara. Mentre Asano continua ad accettare parti che gli attori con ambizioni mainstream rifiuterebbero sicuramente, sembra che meno cerchi la fama, più la ottenga.
Successivamente fa parte del cast di altri film come Shark Skin Man and Peach Hip Girl e Tabù - Gohatto. Con queste interpretazioni, oltre che con il ruolo da protagonista nel film Gojoe di Sōgo Ishii, Asano diventa un attore sempre più conosciuto del cinema mainstream, cosa che cerca in ogni modo di evitare, accettando parti in film violenti e scandalosi come Ichi the Killer e Electric Dragon 80.000 V.
Nel 2003 Asano partecipa al film Akarui Mirai di Kiyoshi Kurosawa, in cui ricopre il ruolo di un impiegato scontento che uccide l'intera famiglia del suo capo. Recita anche in Last Life in the Universe di Pen-Ek Ratanaruang nel ruolo di un libraio con manie suicide, parte che gli vale il Premio Controcorrente per il Miglior Attore al Festival di Venezia nel 2003. Sempre nello stesso anno, come in Gohatto recita insieme a Takeshi Kitano nel suo film Zatōichi.
Nel 2007 interpreta Gengis Khan nel film Mongol, dimostrando ottime doti attoriali. È anche un artista ed un modello, soprattutto per gli stilisti giapponesi Jun Takahashi e Takeo Kikuchi. Per quest'ultimo è apparso in una serie di spot girati da Wong Kar-wai, uno dei quali è stato pubblicato con il titolo wkw/tk/1996@7′55″hk.net.
Asano e Chara hanno due figli, Sumire e Himi. Esitante a definirsi un attore, preferisce pensarsi come un cantante. Fa parte infatti della band Mach 1.67 insieme al regista Sōgo Ishii. Nell'album We Love Butchers, tributo alla band bloodthirsty butchers, canta insieme alla moglie nel pezzo Jūnigatsu (12月?). In seguito i due divorziano e Tadanobu ottiene la custodia dei figli. Nel 2011 interpreta Hogun nel film del Marvel Cinematic Universe Thor diretto da Kenneth Branagh, ruolo che riprende nei sequel Thor: The Dark World nel 2013 e Thor: Ragnarok nel 2017. 
Nel 2014 ha ottenuto il ruolo dell'instancabile ispettore Koichi Zenigata nel film live-action Lupin III - Il film, diretto da Ryūhei Kitamura. Nel 2021 ha interpretato il dio del tuono Raiden nel film reboot Mortal Kombat (basato all'omonima serie di videogiochi picchiaduro), diretto da Simon McQuoid.
Nel 2024 grazie alla sua straordinaria interpretazione, vince il premio Emmy e Golden Globe come “miglior attore non protagonista” per la serie TV “Shogun”

## Filmografia

### Cinema
- Batāshi kingyo (バタアシ金魚?), regia di Jōji Matsuoka (1990)
- Aitsu (あいつ?), regia di Atsushi Kimura (1991)
- Seishun dendekedekedeke (青春デンデケデケデケ?), regia di Nobuhiko Obayashi (1992)
- Nemuranai machi - Shinjuku same (眠らない街 新宿鮫?), regia di Yōjirō Takita (1993)
- 119, regia di Naoto Takenaka (1994)
- Yonshimai monogatari (四姉妹物語?), regia di Masahiro Honda (1995)
- Maborosi (幻の光?, Maboroshi no hikari), regia di Hirokazu Kore'eda (1995)
- Picnic (ピクニック?), regia di Shunji Iwai (1996)
- Helpless, regia di Shinji Aoyama (1996)
- Acri (ACRI?), regia di Tatsuya Ishii (1996)
- Swallowtail (スワロウテイル?), regia di Shunji Iwai (1996)
- Focus, regia di Satoshi Isaka (1996)
- wkw/tk/1996@7'55''hk.net, regia di Wong Kar-wai – cortometraggio (1996)
- Yume no ginga (ユメノ銀河?), regia di Gakuryū Ishii (1997)
- Tōkyō biyori (東京日和?), regia di Naoto Takenaka (1997)
- Love & Pop (ラブ&ポップ?), regia di Hideaki Anno (1998)
- Neji-shiki (ねじ式?), regia di Teruo Ishii (1998)
- Samehada otoko to momojiri onna (鮫肌男と桃尻女?), regia di Katsuhito Ishii (1998)
- Rakka suru yūgata (落下する夕方?), regia di Naoe Gozu (1998)
- Sāntiáo rén (三條人S), regia di Christopher Doyle (1999)
- Gemini (双生児?, Sōseiji), regia di Shin'ya Tsukamoto (1999)
- Hakuchi (白痴?), regia di Makoto Tezuka (1999)
- Jirai wo fundara sayōnara (地雷を踏んだらサヨウナラ?), regia di Shō Igarashi (1999)
- Tabù - Gohatto (御法度?, Gohatto), regia di Nagisa Ōshima (1999)
- Gojoe - La leggenda (五条霊戦記?, Gojō rei senki), regia di Sōgo Ishii (2000)
- Kaza-hana (風花?), regia di Shinji Sōmai (2000)
- Party 7, regia di Katsuhito Ishii (2000)
- Electric Dragon 80000V (エレクトリック·ドラゴン 80000V?), regia di Sōgo Ishii (2001)
- Distance, regia di Hirokazu Kore'eda (2001)
- Ichi the Killer (殺し屋１?, Koroshiya 1), regia di Takashi Miike (2001)
- Mizū no onna (水の女?), regia di Hidenori Sugimori (2002)
- Akarui mirai (アカルイミライ?), regia di Kiyoshi Kurosawa (2003)
- Watashi no grandpa (わたしのグランパ?), regia di Yōichi Higashi (2003)
- Last Life in the Universe (เรื่องรัก น้อยนิด มหาศาล, Rueangrak noinit mahasan), regia di Penek Rattanarueang (2003)
- Zatōichi (座頭市?), regia di Takeshi Kitano (2003)
- Dead End Run, regia di Sōgo Ishii (2003)
- Aiden & Tity (アイデン＆ティティ?), regia di Tomorowo Taguchi (2003)
- Café Lumière (珈琲時光?, Kōhī Jikō), regia di Hou Hsiao-hsien (2003)
- Cha no aji (茶の味?), regia di Katsuhito Ishii (2004)
- Chichi to kuraseba (父と暮せば?), regia di Kazuo Kuroki (2004)
- Survive Style 5+, regia di Gen Sekiguchi (2004)
- Vital (ヴィタール?), regia di Shin'ya Tsukamoto (2004)
- Umoregi (埋もれ木?), regia di Kōhei Oguri (2005)
- Eli eli lema sabachthani (エリ・エリ・レマ・サバクタニ?), regia di Shinji Aoyama (2005)
- Ta ga tame ni (誰がために?), regia di Taro Hyugaji (2005)
- Naisu no mori - The First Contact (ナイスの森 THE FIRST CONTACT?), regia di Katsuhito Ishii (2005)
- Tōkyō Zombie (東京ゾンビ?), regia di Sakichi Sato (2005)
- Khamphiphaksa khong mahasamut (คำพิพากษาของมหาสมุทร), regia di Penek Rattanarueang (2006)
- Hana yori mo naho (花よりもなほ?), regia di Hirokazu Kore'eda (2006)
- Mongol (Монгол), regia di Sergej Vladimirovič Bodrov (2007)
- Sad Vacation (サッド ヴァケイション?), regia di Shinji Aoyama (2007)
- Kabei - Our Mother (母べえ?, Kābē), regia di Yōji Yamada (2008)
- Yume no manima ni (夢のまにまに?), regia di Takeo Kimura (2008)
- Tsurugidake-ten no ki (劒岳 点の記?), regia di Daisaku Kimura (2009)
- Donjū (鈍獣?), regia di Mr. Hide (2009)
- Villon no tsuma: ōtō to tanpopo (ヴィヨンの妻 〜桜桃とタンポポ〜?), regia di Kichitarō Negishi (2009)
- Snow Prince: Kinjirareta koi no melody (スノープリンス 禁じられた恋のメロディ?), regia di Jōji Matsuoka (2009)
- Ranbō to taiki (乱暴と待機?), regia di Masanori Tominaga (2010)
- Yoi ga sametara, uchi ni kaerō. ( 酔いがさめたら、うちに帰ろう。?), regia di Yōichi Higashi (2010)
- Gekkō no kamen (月光ノ仮面?), regia di Itsuji Itao (2011)
- Thor, regia di Kenneth Branagh (2011)
- Kore de īnoda!! Eiga Akatsuka Fujio (これでいいのだ!!　映画★赤塚不二夫?), regia di Hideaki Sato (2011)
- Suteki na kanashibari (ステキな金縛り?), regia di Kōki Mitani (2011)
- Battleship, regia di Peter Berg (2012)
- Anata e (あなたへ?), regia di Yasuo Furuhata (2012)
- Tsui no shintaku (終の信託?), regia di Masayuki Suo (2012)
- Ogon o daite tobe (黄金を抱いて翔べ?), regia di Kazuyuki Izutsu (2012)
- Kiyosu kaigi (清須会議?), regia di Kōki Mitani (2013)
- Thor: The Dark World, regia di Alan Taylor (2013)
- 47 Ronin, regia di Carl Rinsch (2013)
- Watashi no otoko (私の男?), regia di Kazuyoshi Kumakiri (2014)
- Lupin III - Il film (ルパン三世?, Rupan Sansei), regia di Ryūhei Kitamura (2014)
- Majo no takkyūbin (魔女の宅急便?), regia di Takashi Shimizu (2014)
- Kiseijū (寄生獣?), regia di Takashi Yamazaki (2014)
- Kiseijū kanketsu-hen (寄生獣 完結編?), regia di Takashi Yamazaki (2015)
- Kishibe no tabi (岸辺の旅?), regia di Kiyoshi Kurosawa (2015)
- Grasshopper (グラスホッパー?), regia di Tomoyuki Takimoto (2015)
- Haha to kuraseba (母と暮せば?), regia di Yōji Yamada (2015)
- Fuchi ni tatsu (淵に立つ?), regia di Kōji Fukada (2016)
- Silence, regia di Martin Scorsese (2016)
- Luómàndìkè xiāowáng shǐ (羅曼蒂克消亡史S), regia di Er Cheng (2016)
- Shinjuku Swan II (新宿スワン II?), regia di Sion Sono (2017)
- Osanago warera ni umare (幼な子われらに生まれ?), regia di Yukiko Mishima (2017)
- Thor: Ragnarok, regia di Taika Waititi (2017)
- The Outsider, regia di Martin Zandvliet (2018)
- Punk samurai, kirarete sōrō (パンク侍、斬られて候?), regia di Gakuryū Ishii (2018)
- Kasane (累 ―かさね―?), regia di Yūichi Satō (2018)
- Chiwawa-chan (チワワちゃん?), regia di Ken Ninomiya (2019)
- Midway, regia di Roland Emmerich (2019)
- Umibe no eigakan - Kinema no tamatebako (海辺の映画館 キネマの玉手箱?), regia di Nobuhiko Obayashi (2019)
- Il caso Minamata (Minamata), regia di Andrew Levitas (2020)
- Nihon dokuritsu (日本独立?), regia di Shun'ya Itō (2020)
- Tángrénjiē tàn àn 3 (無言館S), regia di Chen Sicheng (2021)
- Mortal Kombat, regia di Simon McQuoid (2021)
- Kate, regia di Cedric Nicolas-Troyan (2021)
- Mugon-kan (無言館?), regia di Gekidan Hitori (2023)
- Kubi (首?), regia di Takeshi Kitano (2023)
- Daimyō tōsan (大名倒産?), regia di Tetsu Maeda (2023)
- Hako otoko (箱男?), regia di Gakuryū Ishii (2024)
- Mizūmi no onna-tachi (湖の女たち?), regia di Tatsushi Ōmori (2024)
- Ravens, regia di Mark Gill (2024)
- Broken Rage (ブロークン レイジ?), regia di Takeshi Kitano (2024)
- Mortal Kombat II, regia di Simon McQuoid (2025)

### Televisione (parziale)
- San nen B-gumi Kinpachi-sensei (3年B組金八先生?) – dorama (1988)
- Fried Dragon Fish (フライド ドラゴン フィッシュ?), regia di Shunji Iwai – film TV (1993)
- Shōgun – miniserie TV, 10 puntate (2024)

### Doppiatore
- Frisbee in Redline (REDLINE - レドライン?), regia di Takeshi Koike (2009)
- Garcia "G" Hotspur in Shadows of the Damned (シャドウ・オブ・ザ・ダムド?) – videogioco (2011)

## Doppiatori italiani
Nella versione in italiano delle opere in cui ha recitato, Tadanobu Asano è stato doppiato da:
- Alberto Bognanni in Thor, Thor: The Dark World, 47 Ronin, Thor: Ragnarok, Kate
- Roberto Draghetti in Tabù - Gohatto
- Oreste Baldini in Ichi the Killer
- Loris Loddi in Zatōichi
- Franco Mannella in Last Life in the Universe
- Fabrizio Pucci in Mongol
- Gianfranco Miranda in Battleship
- Rodolfo Bianchi in Lupin III - Il film
- Riccardo Niseem Onorato in Silence
- Riccardo Scarafoni in Mortal Kombat

Da doppiatore è sostituito da:
- Vladimiro Conti in Redline